# Fritz Herkenrath
Friedrich "Fritz" Herkenrath (Colônia, 9 de setembro de 1928 - 18 de abril de 2016) foi um futebolista alemão que atuava como goleiro.

## Carreira
Fritz Herkenrath fez parte do elenco da Seleção Alemã de Futebol, na Copa do Mundo de 1958. 